# Liste des conseillers régionaux de l'Ardèche
Les conseillers régionaux de l'Ardèche sont des conseillers qui sont élus dans le cadre des élections régionales pour siéger au conseil régional d'Auvergne-Rhône-Alpes.

## Mandature 2021-2028
L'Ardèche compte 11 conseillers régionaux au niveau du département sur les 204 élus du conseil régional d'Auvergne-Rhône-Alpes.
| Groupe politique                                              | Nom                     | Parti | Parti |
| ------------------------------------------------------------- | ----------------------- | ----- | ----- |
| Les Républicains, Divers droite, Société civile et Apparentés | Olivier Amrane          |       | LR    |
| Les Républicains, Divers droite, Société civile et Apparentés | Damien Bayle            |       | DVD   |
| Les Républicains, Divers droite, Société civile et Apparentés | Virginie Bonnet-Ferrand |       | LR    |
| Les Républicains, Divers droite, Société civile et Apparentés | Fabrice Brun            |       | LR    |
| Les Républicains, Divers droite, Société civile et Apparentés | Chloé Deleuze-Dalzon    |       | DVD   |
| Les Républicains, Divers droite, Société civile et Apparentés | Carine Vidal            |       | DVD   |
| Les Écologistes                                               | Albane Colin            |       | EÉLV  |
| UDI, Centristes et Apparentés                                 | Isabelle Massebeuf      |       | UDI   |
| Socialiste, Écologiste et Démocrate                           | Souhila Boudali-Khedim  |       | PS    |
| Insoumis & Communistes                                        | Éric Hours              |       | PCF   |
| Rassemblement National                                        | Céline Porquet          |       | RN    |

## Mandature 2015-2021
L'Ardèche compte 10 conseillers régionaux au niveau du département sur les 204 élus du conseil régional d'Auvergne-Rhône-Alpes.
| Groupe politique               | Nom                 | Parti | Parti |
| ------------------------------ | ------------------- | ----- | ----- |
| Les Républicains-UDI-MoDem-DVD | Isabelle Massebeuf  |       | UDI   |
| Les Républicains-UDI-MoDem-DVD | Jean-Claude Flory   |       | UMP   |
| Les Républicains-UDI-MoDem-DVD | Sandrine Genest     |       | DVD   |
| Les Républicains-UDI-MoDem-DVD | Olivier Amrane      |       | UD    |
| Les Républicains-UDI-MoDem-DVD | Virginie Ferrand    |       | UMP   |
| Parti socialiste-PCF-EÉLV      | Hervé Saulignac     |       | PS    |
| Parti socialiste-PCF-EÉLV      | Valérie Malavieille |       | PS    |
| Parti socialiste-PCF-EÉLV      | François Jacquart   |       | PCF   |
| Front national                 | Céline Porquet      |       | FN    |
| Front national                 | Antoine Mellies     |       | FN    |

Hervé Saulignac démissionne en juin 2017 et est remplacé par Florence Cerbaï.

## Mandature 2010-2015
Les 9 conseillers régionaux de l'Ardèche élus lors des élections des 14 et 21 mars 2010.
- Liste PS-PCF-Les Verts : Hervé Saulignac, Valérie Malavieille, Olivier Keller, Sabine Buis (démissionnaire et remplacé par Danièle Soubeyrand-Géry), François Jacquart, Véronique Rousselle, Pascal Bonnetain.
- Liste UMP-CPNT : Mathieu Darnaud (démissionnaire et remplacé par Fabrice Brun), Marie-Christine Gît.
- Liste FN : Christian Grangis.

## Mandature 2004-2010
Les 9 conseillers régionaux de l'Ardèche élus lors des élections des 21 et 28 mars 2004.
- Liste PS-PCF-Les Verts-DVG : Hervé Saulignac, Véronique Louis, François Jacquart, Geneviève Soudan, Jean-Paul Reine[1] (décès et remplacé par François Louvet), Hélène Mira (démissionnaire et remplacé par Olivier Dussopt qui démissionne lui aussi le 25 mars 2008 et c'est Danièle Soubeyrand-Géry qui lui succède).
- Liste UMP-UDF : Jacques Genest (démissionnaire et remplacé par Michel Valla), Annie Dang.
- Liste FN : Albert Rosset.

## Mandature 1998-2004
Les 9 conseillers régionaux de l'Ardèche élus lors des élections du 15 mars 1998.
- Liste PCF-PS-PRG-DVG : Serge Plana, Pierre Jouvencel, Véronique Louis, Éric Arnou.
- Liste RPR-UDF : Jean-Claude Flory (démissionnaire pour cumuls des mandats et remplacé par Jean-Pierre Frachisse en 2002), Claude Faure, Dominique Chambon.
- Liste Front national : Henry Despres.
- Liste CPNT : Alain Roure[2],[3],[4].

## Mandature 1992-1998
Les 9 conseillers régionaux de l'Ardèche élus lors des élections du 22 mars 1992.
- Liste PS : Robert Chapuis, Yves Jouvet.
- Liste UDF-RPR : Henri Torre (démissionnaire pour cumuls et remplacé par Dominique Chambon en 1992), Claude Faure, Amédée Imbert (démissionnaire et remplacé par Marcel Gardès en 1993), Jean-Louis Chirouze.
- Liste Les Verts : Pierre Courouble.
- Liste PCF : Serge Plana.
- Liste FN : Raymond Béraud.

## Mandature 1986-1992
Les 9 conseillers régionaux de l'Ardèche élus lors des élections du 16 mars 1986.
- Liste PS : Jean-Marie Alaize, Yves Jouvet, Claude Laréal (démissionnaire et remplacé par Jean Parizet en 1988).
- Liste RPR : Régis Perbet (démissionnaire et remplacé par Claude Faure en 1986), Marcel Gardès, Jean-Louis Chirouze.
- Liste UDF : Amédée Imbert, Jean-Paul Ribeyre.
- Liste PCF : Serge Plana.